# ゆらゆら帝国
ゆらゆら帝国（ゆらゆらていこく）は、日本のサイケデリック・ロック・バンド。略称は「ゆら帝」。

## 来歴
- 1989年2月、大学2年生の坂本慎太郎が学友の吉田敦を誘い結成。吉祥寺の曼荼羅、高円寺の20000Vを中心に活動を始める。当時のメンバーは4名であった。このころ、三宅裕司のいかすバンド天国に出演した異色バンド、マリア観音と共にライブを企画する。同バンドも掲げていた「日本語のオリジナルロック」を追求。翌年、亀川千代がベース担当として加入、亀川の友人である橋口優がギター担当として加入した。
- 1991年から、自主制作のカセットテープを次々制作、発売した。
- 1992年にはインディーズレーベルにて1stオリジナル・アルバム『ゆらゆら帝国』発売。しかし吉田が聴覚障害の悪化を理由に脱退。さらに橋口が脱退。ドラムス担当として沢田守秀が加入。スリーピースバンドとなる。
- 1994年、2ndオリジナル・アルバム『ゆらゆら帝国Ⅱ』を発売。
- 1995年、沢田が脱退。ドラムス担当として下田温泉が加入。同年には1stライブ・アルバム『LIVE』を発表。
- 1996年、プロデューサーに石原洋、エンジニア中村宗一郎を迎えた3rdオリジナル・アルバム『Are You Ra?』を発表。石原と中村は、最終作の11thオリジナル・アルバム『空洞です』まで、ゆらゆら帝国の作品を手掛けることになる。 [4]
- 1997年、下田が脱退。かかしのメンバーであった柴田一郎が加入。
- 1998年、4thオリジナル・アルバム『3×3×3』をリリースし、ミディよりメジャー・デビュー。デビューの経緯は以下のとおり。『Are You Ra?』のリリースを契機として、従来よりもファン層が拡大し、当時サニーデイ・サービスが所属していたミディの渡邊文武や、Charが主宰する江戸屋レコードの清水利晃など音楽業界の関係者から、ゆらゆら帝国は注目を浴びるようになる。そして江戸屋レコードと契約交渉が進むなか、突如として会社解散が発表され、デビューの計画は暗礁に乗り上げる。しかし今度は、ミディとの契約がまとまり、江戸屋レコードの清水もマネージャーとして移籍。 [4]
- 2000年、フジロックフェスティバルに初参加。その後、2年おきに出演。
- 2005年、ソニー・ミュージックアソシエイテッドレコーズに移籍。
- 2008年、園子温監督作『愛のむきだし』に主題歌「空洞です」を含む複数の挿入曲が起用される。
- 2009年、結成20周年を迎える。記念ライブを日比谷野外音楽堂で開催。
- 2010年、公式ウェブサイト上で3月31日をもって解散を発表[5]。
- 2024年4月7日、亀川が死去[6]。54歳没。

## メンバー

### 最終メンバー
坂本 慎太郎（さかもと しんたろう、1967年9月9日 - ）
ギター、ボーカル担当。
亀川 千代（かめかわ ちよ、1969年7月29日 - 2024年4月7日）
ベース担当。
柴田 一郎（しばた いちろう、1968年9月2日 - ）
ドラムス担当。

### 途中脱退したメンバー
吉田 敦（よしだ あつし）
ドラムス担当。1989年の結成当初から1992年まで在籍。ライブでは上半身裸で、坂本と過激なパフォーマンス（ドラムセットを飛び越える、スネアドラムを持ってステージを走り回るなど）を繰り返していた。難聴の悪化を理由に脱退。
橋口 優（はしぐち まさる）
ギター担当。亀川と同時期に加入し、1992年まで在籍。吉田と同時期に脱退。自身のYouTubeチャンネルにて演奏動画を投稿していた。
沢田 守秀（さわだ もりひで）
ドラムス担当。坂本と亀川の音楽性の変化から意見が割れ、1995年に脱退。ゆらゆら帝国加入前は、音楽雑誌『MARQUEE』（MARQUEE Inc.）で編集、ライターなどを担当していた。
下田 温泉（しもだ おんせん）
ドラムス担当。沢田の脱退後に加入し、1997年に脱退。坂本は「直線的なドラムだった」と評価している。
阿佐美 和正（あさみ かずまさ）
ベース担当。ゆらゆら帝国結成以前は、坂本(G) 阿佐美(Vo)で学園祭等で活動していた。結成当初はベースとして加入。1989年脱退。
現在は映像作家として活動する。SMOOTH ACE、coba、権藤知彦の映像制作が多い。傍ら不定期でライブ活動等も行なう。

## 作品

### シングル
|     | 発売日                      | タイトル                                    | 規格品番                  | 備考                          |
| --- | --------------------------- | ------------------------------------------- | ------------------------- | ----------------------------- |
| 1st | 1998年7月8日                | 発光体                                      | MDCS-1014                 |                               |
| 2nd | 1999年4月21日 1997年7月30日 | ズックにロック                              | MDCS-1022:CD CXLP-1015:LP |                               |
| 3rd | 2000年11月22日              | ゆらゆら帝国で考え中                        | MDCS-1046                 | オリコン最高42位              |
| 4th | 2001年5月3日                | ラメのパンタロン                            | MDCS-1050                 | オリコン最高95位              |
| 5th | 2002年11月20日              | 冷たいギフト/貫通                           | MDDZ-9001                 | オリコン最高33位、登場回数4回 |
| 6th | 2006年6月21日               | つぎの夜へ                                  | AICL-1750                 | オリコン最高43位、登場回数4回 |
|     | 2006年8月25日               | つぎの夜へ(remix)/順番には逆らえない(remix) | SYUM-0333                 | アナログ限定盤                |
| 7th | 2007年7月4日                | 美しい                                      | AICL-1836                 | オリコン最高23位、登場回数4回 |

### アルバム

#### オリジナル・アルバム
|      | 発売日         | タイトル                 | 規格品番                  | 備考 |
| ---- | -------------- | ------------------------ | ------------------------- | --- |
| 1st  | 1992年4月25日  | ゆらゆら帝国             | ZIKS-004                  | 冥土の口／狂っているのは君のほう／虫男／私は点になりたい／太陽のうそつき／生き物万歳／お花もどき／なぞ宇宙                     |
| 2nd  | 1994年6月10日  | ゆらゆら帝国II           | TMC-101                   | 人間やめときな／魚ちゃん／壁のない部屋／バカのふり／心は半分／奴隷と神様／夜中の果実                                           |
| 3rd  | 1996年3月25日  | Are you ra?／アーユーラ? | CTCD-029                  | アイツのテーマ／されたがっている／最後の一匹／グレープフルーツちょうだい／うそのアフリカ／アイドル／ファミリー／わかって下さい |
| 4th  | 1998年4月15日  | 3×3×3                    | MDCL-1329                 | 読みは「さんかける さんかける さん」                                                                                           |
| 5th  | 1999年6月16日  | ミーのカー               | MDCL-1348                 | オリコン最高27位、登場回数3回                                                                                                  |
| 6th  | 1999年11月17日 | 太陽の白い粉             | MDCL-1361:CD CXLP-1023:LP | オリコン最高49位 |
| 7th  | 2001年2月21日  | ゆらゆら帝国III          | MDCL-1405                 | オリコン最高15位、登場回数3回                                                                                                  |
| 8th  | 2003年2月26日  | ゆらゆら帝国のしびれ     | MDCL-1439                 | オリコン最高28位、登場回数4回                                                                                                  |
| 9th  | 2003年2月26日  | ゆらゆら帝国のめまい     | MDCL-1440                 | オリコン最高30位、登場回数3回                                                                                                  |
| 10th | 2005年5月18日  | Sweet Spot               | AICL-1617:CD SYUM-0290:LP | 初回盤のみデジパック仕様、ステッカー封入 オリコン最高15位、登場回数5回                                                         |
| 11th | 2007年10月10日 | 空洞です                 | AICL-1877:CD SYUM-0362:LP | オリコン最高21位、登場回数6回                                                                                                  |

#### リミックス・アルバム
|     | 発売日       | タイトル        | 規格品番    | 備考                          |
| --- | ------------ | --------------- | ----------- | ----------------------------- |
| 1st | 2008年7月2日 | REMIX 2005-2008 | AICL-1940/1 | オリコン最高41位、登場回数3回 |

#### ライブ・アルバム
|     | 発売日         | タイトル                               | 規格品番            | 備考                          |
| --- | -------------- | -------------------------------------- | ------------------- | ----------------------------- |
| 1st | 1995年7月1日   | LIVE                                   | CTCD-013            | CAPTAIN TRIP RECORDS          |
| 2nd | 2003年11月26日 | な・ま・し・び・れ・な・ま・め・ま・い | MDCL-1452           | オリコン最高36位、登場回数4回 |
| 3rd | 2010年11月24日 | YURAYURATEIKOKU LIVE 2005-2009         | AICL-2214/6:2CD+DVD | オリコン最高18位、登場回数4回 |
| 4th | 2011年1月26日  | YURA YURA TEIKOKU LIVE 2005-2009 -CD-  | AICL-2231/2:2CD     |                               |

#### ベスト・アルバム
|     | 発売日        | タイトル          | 規格品番    | 備考                          |
| --- | ------------- | ----------------- | ----------- | ----------------------------- |
| 1st | 2004年9月16日 | 1998-2004         | MDCL-1465/6 | オリコン最高46位、登場回数5回 |
| 2nd | 2013年2月27日 | SINGLES 1998-2002 | MDCL-1534/5 | オリコン最高97位              |

#### オムニバス参加アルバム
| 発売日         | タイトル                                                  | 規格品番   | 収録曲                                         | 備考                             |
| -------------- | --------------------------------------------------------- | ---------- | ---------------------------------------------- | -------------------------------- |
| 1991年5月      | BLOODY BUTTERFLY                                          | ZIKSBB-001 | M-4「お葬式」、M-5「虫男」、M-6「冥土の口」    | ライブ音源                       |
| 1992年1月1日   | Tokyo Flashback 2                                         | PSFD-24    | M-6「バカのふり」                              | PSFレコード                      |
| 1996年10月19日 | RICETONE CIRCLE VOL.1                                     | QTCY-3008  | M-5「昆虫ロック」、M-11「彼女のサソリ」        | クアトロ/ライストーン            |
| 2001年5月30日  | けものがれ、俺らの猿と                                    | TOCT-24589 | M-6 「つきぬけた」                             | 同名映画のサウンドトラック       |
| 2005年4月6日   | FINE TIME 2 〜A TRIBUTE TO NEW WAVE〜                     | UPCH-1398  | M-14「Frankie Teardrop」（スーサイドのカバー） | UNIVERSAL MUSIC                  |
| 2005年10月26日 | 乱歩地獄 オリジナル・サウンドトラック                     | QDCA-1     | M-23「ボーンズ」                               | dopic records                    |
| 2005年12月07日 | A Pack To The Future                                      | KSCL-897   | M-2「ONE BUTTON (YURA YURA TEIKOKU)」          | 石野卓球によるDJミックスアルバム |
| 2006年06月14日 | ROCK is LOFT Blue Disc ～SHINJUKU LOFT 30th Anniversary～ | COCP-50925 | DISC2M-3「発光体」                             | Columbia                         |
| 2008年7月23日  | 極東最前線2                                               | VPCC-84440 | M-3「タコ物語 (LIVE)」                         | VAP                              |
| 2010年09月08日 | On a road with TARTOWN                                    | GRGAT-0005 | M-2「2005年世界旅行」                          | TARTOWN                          |

### 自主制作
以下はすべてカセットテープによる作品。
- ゆらゆら帝国 （1991年）生き物万歳／夜の恋人達／太陽のうそつき／神様おねがい
- ゆらゆら帝国 （1991年）冥土の口／お花もどき／耳なし口なし／お葬式
- ゆらゆら帝国 （1991年）心は半分／魚ちゃん／砂糖人間／お花もどき／炎ってすてき

### 映像作品
|     | 発売日         | タイトル                               | 規格品番                                 | 備考                                                                            |
| --- | -------------- | -------------------------------------- | ---------------------------------------- | ------------------------------------------------------------------------------- |
| 1st | 1998年1月25日  | Live 1997.9.1                          | CXVA-1001:VHS                            | 下北沢CLUB Queでのライブ映像。 昆虫ロック／ドックンドール／いたずら小僧／発光体 |
| 2nd | 2007年9月26日  | CLIPS 1998-2003                        | MDBL-1002:DVD                            | オリコン最高82位、登場回数4回                                                   |
| 3rd | 2010年12月22日 | YURA YURA TEIKOKU LIVE 1997-2004       | AIBL-9201:DVD+フォトブック AIBL-9203:DVD | オリコン最高34位、登場回数3回                                                   |
| 4th | 2011年1月26日  | YURA YURA TEIKOKU LIVE 2005-2009 -DVD- | AIBL-9205:DVD                            |                                                                                 |

## タイアップ一覧
| 使用年 | 曲名                          | タイアップ                                                                 |
| ------ | ----------------------------- | -------------------------------------------------------------------------- |
| 2000年 | ゆらゆら帝国で考え中          | NHK-FM『ミュージック・スクエア』2000年12月・2001年1月度オープニングテーマ  |
| 2001年 | ゆらゆら帝国で考え中          | フジテレビ系『はねるのトびら』オープニングテーマ（2001年4月 - 2003年12月） |
| 2001年 | アイツのテーマ                | フジテレビ系『はねるのトびら』エンディングテーマ（2001年4月 - 2006年5月）  |
| 2004年 | すべるバー                    | フジテレビ系『はねるのトびら』オープニングテーマ（2004年1月 - 2012年9月）  |
| 2005年 | ボーンズ                      | アルバトロス・フィルム配給映画『乱歩地獄』エンディングテーマ               |
| 2007年 | 美しい                        | テレビ愛知『a-ha-N varie』エンディングテーマ                               |
| 2009年 | つぎの夜へ                    | ファントム・フィルム配給映画『愛のむきだし』挿入歌                         |
| 2009年 | 美しい (Album Version）       | ファントム・フィルム配給映画『愛のむきだし』挿入歌                         |
| 2009年 | 空洞です（alternate version） | ファントム・フィルム配給映画『愛のむきだし』主題歌                         |
| 2013年 | 空洞です                      | キリンビール「キリン本搾りチューハイ」CMソング                             |
| 2023年 | 発光体                        | ニッポン放送『あののオールナイトニッポン0(ZERO)』オープニングテーマ        |

## ヘヴィー・ローテーション/パワープレイ

### テレビ
| 放送年 | 曲名           | ヘヴィー・ローテーション/パワープレイ     |
| ------ | -------------- | ----------------------------------------- |
| 1999年 | ズックにロック | スペースシャワーTV 1999年4月度POWER PUSH! |

## 賞・記録

### 受賞歴
- SPACE SHOWER Music Video Awards
  - BEST ALTERNATIVE VIDEO「夜行性の生き物三匹」（2004年）
  - BEST CG/ANIMATION VIDEO「美しい」（2008年）

## 主なライブ
- 2000年07月29日 - FUJI ROCK FESTIVAL '00
- 2000年08月19日 - RISING SUN ROCK FESTIVAL 2000 in EZO
- 2002年07月28日 - FUJI ROCK FESTIVAL '02
- 2002年08月17日 - RISING SUN ROCK FESTIVAL 2002 in EZO
- 2003年08月31日 - RUSH BALL 2003
- 2004年07月31日 - FUJI ROCK FESTIVAL '04
- 2004年08月14日 - RISING SUN ROCK FESTIVAL 2004 in EZO
- 2005年04月02日 - LIVE-FREE 2005 TOKYO
- 2006年01月31日 - UFO CLUB 10th Anniversary PARTY
- 2006年07月30日 - FUJI ROCK FESTIVAL '06
- 2006年08月18日 - RISING SUN ROCK FESTIVAL 2006 in EZO
- 2006年08月27日 - RUSH BALL 2006
- 2007年10月〜12月 - ゆらゆら帝国LIVE 2007
- 2008年04月27日 - ARABAKI ROCK FEST.08
- 2008年07月19日 - Hot Stuff 30th Anniversary
- 2008年07月27日 - FUJI ROCK FESTIVAL '08
- 2008年08月16日 - RISING SUN ROCK FESTIVAL 2008 in EZO
- 2008年08月27日 - LIQUIDROOM 4th ANNIVERSARY
- 2008年08月31日 - RUSH BALL 2008
- 2008年09月22日 - SHIBUYA CLUB QUATTRO 20th Anniversary
- 2008年09月27日 - crur-L presents『FUTURE』
- 2008年11月〜12月 - ゆらゆら帝国 LIVE2008.WINTER
- 2009年04月26日 - 20th Anniversary "LIVE2009" in YAON"
- 2009年05月02日 - ファーイースト映画祭
- 2009年05月24日 - 真昼の廃人 真夜中のHIGH人
- 2009年07月13日 - LIQUIDROOM 5th ANNIVERSARY
- 2009年07月18日 - AOMORI ROCK FESTIVAL '09 ～夏の魔物～
- 2009年08月07日 - SUMMER SONIC 2009
- 2009年09月05日 - METAMORPHOSE09
- 2009年10月10日 - 朝霧JAM 2009
- 2009年11月〜12月 - LIVE2009.FINAL